# チュートリアル×ブラックマヨネーズ 天下取り宣言
『チュートリアル×ブラックマヨネーズ 天下取り宣言』（チュートリアル×ブラックマヨネーズ てんかとりせんげん）は、関西テレビで2011年・2012年の正月に放送された特別番組である。

## 概要
チュートリアルとブラックマヨネーズが協力して様々な「日本一」に挑戦していく。

## 出演者
- チュートリアル（徳井義実・福田充徳）
- ブラックマヨネーズ（小杉竜一・吉田敬）

## ナレーター
- 畑中ふう

## 主な企画

### 2011年
- 日本一を見極めろ!1つだけハズレどすえゲーム - 様々な「日本一」の人や物が4つ、「日本一」でないものが1つ登場。偽物がどれかを当てる。
- 青いサムライから天下を奪え ガチンコPK対決!! - ゲスト：松井大輔。
- 日本一の庭師から究極の美を盗め!
- 学生日本一を制覇せよ ガチンコクイズ対決
- 日本一サスペンスな花嫁劇場 - ゲスト：山村紅葉。

### 2012年
- 日本一を見極めろ!1つだけハズレどすえゲーム
- 日本一の中華レストラン 餃子の王将で究極のオリジナルおせちを作れ - ゲスト：杉本彩。4人が餃子の王将でオリジナルおせちを作成。試食人が「一番おいしかった料理」と「イマイチだった料理」を決定。完成した「究極のおせち」は餃子の王将 四条大宮店で限定販売。
- 目指せ!究極の美!日本一の銭湯絵に挑戦! - 日本に2人しかいない銭湯絵師に習って銭湯絵に挑戦する企画。
- 手相総選挙2012 - ゲスト：島田秀平。

## スタッフ

### 第2回（2012年）放送分
- 構成：長谷川朝二、武輪真人、やまだともカズ、友光哲也
- リサーチ：小松照昌、田中亮治、北村りん
- カメラ：西村武純（KTV）、澤井雅弘、西脇靖記、坂口周兵
- 音声：筒井亨（KTV）、本松健一
- 照明：大石竜也（KTV）
- 編集：中澤丈、能宮幸恵
- 効果：片岡幸司
- 美術プロデューサー：河真裕美（KTV）
- デザイン：山中昭子
- 美術進行：西口英希
- 大道具：小林次郎
- 小道具：秋丸弘美
- 衣装：小林由紀
- メイク：谷口あゆみ
- 生花装飾：山本幸一
- イラスト：ひろぽん
- タイトルロゴ：タイトルエイト
- 編成：東田元（KTV）
- 宣伝：宮内覚（KTV）
- 技術協力：トラッド、大阪共立、SpEED
- 協力：メディアプルポ
- AD：丸谷亜由美・藤内良宜（ディヴォーション）、長渕純、田中悠司、長沢祐也、三方祐人
- ディレクター：若松雅也（メディアプルポ）、池田和彦（KTV、第1回はAD）、竹本聡志（メディアプルポ）
- 演出：木村弥寿彦（KTV）
- プロデューサー：杉浦史明（KTV）
- 制作協力：吉本興業
- 制作著作：関西テレビ

### 過去のスタッフ
- カメラ：中山秀一（KTV、第1回）
- 照明：須賀半二（第1回）
- 編集：工藤大輔（第1回）
- MA：萩原隆之（第1回）
- 美術プロデューサー：森田誠二（KTV、第1回）
- 小道具：筒井由佳（第1回）
- 衣装：東京衣裳（第1回）
- メイク：ビーム（第1回）
- 宣伝：宮木佐和子（KTV、第1回）
- 技術協力：テレコープ（第1回）
- AD：山下有為（KTV、第1回）、松尾佳典（メディアプルポ、第1回）
- ディレクター：村山尚純（KTV、第1回）